# Helge Backlund (geolog)
Helge Götrik Backlund (ryska: Хельге Гётрик Баклунд, Chelge Gjotrik Baklund), född 3 september 1878 i Dorpat i Kejsardömet Ryssland (nu Tartu i Estland), död 29 januari 1958 i Uppsala, var en svensk geolog och mineralog. Han var son till Johan Oskar Backlund och bror till Elsa Celsing.
Backlund blev 1908 filosofie doktor i Wien och 1909 uppsyningsman och 1911 chefsuppsyningsman vid ryska vetenskapsakademiens geologiska museum i Sankt Petersburg. Han var 1912–1913 statsgeolog i Argentina och reste 1913–1914 i Nord- och Sydamerika, återvände till Ryssland och bereste 1915 Altaj och norra Mongoliet, 1916 Uralbergen och 1917 norra Mongoliet. År 1914 uppfördes han i andra förslagsrummet till professor vid Stockholms högskola, och 1918 utnämndes han till professor i geologi och mineralogi vid Åbo Akademi. Åren 1924–1943 var han professor vid Uppsala universitet.
Som vetenskapsman har ägnade han sig huvudsakligen åt arbeten på mineralogins och petrografins områden med ämnen från de många olika länder han berest. Utom de redan omtalade forskningsresorna deltog han 1899–1901 som geolog i den Svensk-ryska gradmätningsexpeditionen till Svalbard, 1904 i en expedition till norra Sibirien, Jenisejs och Chatangas nedre lopp och ledde expeditioner 1909 till norra Ural och Norra ishavet (floden Obs nedre lopp) samt 1911 till Turkestan för undersökning av naftaförekomster.
Backlund invaldes 1947 som ledamot nummer 936 av Kungliga Vetenskapsakademien. Han är begravd på Uppsala gamla kyrkogård.